# Discografia de The Saturdays
Este anexo lista a discografia de The Saturdays, um girl group formado no Reino Unido em 2007, com as integrantes Vanessa White, Una Foden, Mollie King, Frankie Bridge e Rochelle Humes. The Saturdays já lançou quatro álbuns de estúdio, três EPs e dezoito singles.
The Saturdays já venderam mais de 5 milhões de discos no Reino Unido e Irlanda.

## Álbuns de estúdio
| 2008                                                         | Chasing Lights - Lançado: 27 de outubro de 2008 - Gravadora: Fascination Records - Formatos: CD, digital download         | 9  | 34 | —  | - Platina |
| 2009                                                         | Wordshaker - Lançado: 12 de outubro de 2009 - Gravadora: Fascination Records - Formatos: CD, digital download             | 9  | 36 | 8  | - Prata   |
| 2011                                                         | On Your Radar - Lançado: 21 de novembro de 2011 - Gravadora: Fascination Records - Formatos: CD, digital download         | 23 | 43 | 21 |           |
| 2013                                                         | Living For The Weekend - Lançado: 2013 - Gravadora: Fascination Records, Mercury Records - Formatos: CD, digital download | 10 | 16 | 11 |           |
| "—" Não entrou na tabela musical ou não foi lançado no país. | |    |    |    |           |

## Álbuns de compilação
| Finest Selection: The Greatest Hits                          | - Lançamento: 11 de agosto de 2014 (UK) - Gravadora: Fascination, Polydor - Formatos: CD, digital download | 10 | 32 | 9 |  |
| "—" Não entrou na tabela musical ou não foi lançado no país. | |    |    |   |  |

## Extended plays
| 2009                                                         | iTunes Festival: London 2009 - Lançado: 30 de julho de 2009 - Gravadora: Fascination Records - Formato: digital download                 | — | —  |
| 2010                                                         | Headlines! - Lançado: 13 de agosto de 2010 - Gravadora: Fascination Records - Formato: CD, digital download                              | 3 | 10 |
| 2013                                                         | Chasing The Saturdays - Lançado: 27 de janeiro de 2013 - Gravadora: Fascination Records, Mercury Records - Formato: CD, digital download | — | —  |
| "—" Não entrou na tabela musical ou não foi lançado no país. | |   |    |

## Singles
| 2008                                                         | "If This Is Love"               | 8  | 7  | —  |           | Chasing Lights                      |
| 2008                                                         | "Up"                            | 5  | 11 | —  | - : Prata | Chasing Lights                      |
| 2009                                                         | "Issues"                        | 4  | 14 | —  | - : Prata | Chasing Lights                      |
| 2009                                                         | "Just Can't Get Enough"         | 2  | 6  | —  | - : Prata | Chasing Lights                      |
| 2009                                                         | "Work"                          | 22 | 21 | —  |           | Chasing Lights                      |
| 2009                                                         | "Forever Is Over"               | 2  | 9  | —  |           | Wordshaker                          |
| 2010                                                         | "Ego"                           | 9  | 10 | —  | - : Prata | Wordshaker                          |
| 2010                                                         | "Missing You"                   | 3  | 6  | —  |           | Headlines!                          |
| 2010                                                         | "Higher" (com Flo Rida)         | 10 | 11 | —  |           | Headlines!                          |
| 2011                                                         | "Notorious"                     | 8  | 19 | —  |           | On Your Radar                       |
| 2011                                                         | "All Fired Up"                  | 3  | 6  | —  |           | On Your Radar                       |
| 2011                                                         | "My Heart Takes Over"           | 15 | 31 | —  |           | On Your Radar                       |
| 2012                                                         | "30 Days"                       | 7  | 13 | —  |           | Living for the Weekend              |
| 2013                                                         | "What About Us" (com Sean Paul) | 1  | 6  | 27 |           | Living for the Weekend              |
| 2013                                                         | "Gentleman"                     | 14 | 28 | —  |           | Living for the Weekend              |
| 2013                                                         | "Disco Love"                    | 5  | 9  | —  |           | Living for the Weekend              |
| 2014                                                         | "Not Giving Up"                 | 19 | 29 | —  |           | Living for the Weekend              |
| 2014                                                         | "What Are You Waiting For?"     | 38 | 89 | —  |           | Finest Selection: The Greatest Hits |
| "—" Não entrou na tabela musical ou não foi lançado no país. |                                 |    |    |    |           |                                     |

## Álbuns de vídeo
| 2011                                                         | Headlines! Live From The Hammersmith Apollo - Lançado: 21 de novembro de 2011 - Gravadora: Universal Records - Formato: CD, digital download | — | — |
| "—" Não entrou na tabela musical ou não foi lançado no país. | |   |   |

## Vídeos musicais
| Título                                | Ano  | Diretor(es)                     |
| ------------------------------------- | ---- | ------------------------------- |
| "If This Is Love"                     | 2008 | Harvey B Brown                  |
| "Up"                                  | 2008 | Harvey B Brown                  |
| "Issues"                              | 2009 | Petro                           |
| "Just Can't Get Enough"               | 2009 | Harvey B Brown                  |
| "Work"                                | 2009 | J.T                             |
| "Forever Is Over"                     | 2009 | Trudy Bellinger                 |
| "Ego"                                 | 2010 | Mike Simpson & Robin Van Calcar |
| "Missing You"                         | 2010 | Chris Cottam                    |
| "Higher"                              | 2010 | Taylor Cohen                    |
| "Higher" (featuring Flo Rida)         | 2010 | Taylor Cohen                    |
| "Notorious"                           | 2011 | Syndrome                        |
| "All Fired Up"                        | 2011 | Ryan Hope                       |
| "My Heart Takes Over"                 | 2011 | Elisha Smith-Leverock           |
| "30 Days"                             | 2012 | Taylor Cohen                    |
| "What About Us"                       | 2013 | Sarah Chatfield                 |
| "What About Us" (featuring Sean Paul) | 2013 | Sarah Chatfield                 |
| "Gentleman"                           | 2013 | Trudy Bellinger                 |
| "Disco Love"                          | 2013 | Carly Cussen                    |
| "Not Giving Up"                       | 2014 | Chris Sweeny                    |
| "What Are You Waiting For?"           | 2014 | Sarah Chatfield                 |